# Championnat de France féminin de rugby à XV 2014-2015
Navigation
Élite 1 Top 10 2013-2014 Élite 1 Top 8 2015-2016
Le championnat de France féminin de rugby à XV 2014-2015 ou Élite 1 Top 8 2014-2015 est la quarante-quatrième édition du championnat de France féminin de rugby à XV. Elle oppose les huit meilleures équipes féminines de rugby à XV françaises.
Le championnat voit le Montpellier RC sacré champion de France de rugby à XV le samedi 2 mai 2015 en remportant la finale face au Lille MRC villeneuvois sur le score de 17 à 3, remportant ainsi le titre pour la troisième année consécutive et la cinquième fois de son histoire.

## Formule
Cette saison, ce championnat voit sa formule évoluer avec une réduction de dix à huit équipes. En effet, le rugby à sept étant devenu une pratique olympique pour les Jeux olympiques d'été de 2016, la FFR a lancé une grande restructuration de ses divisions fédérales féminines afin de les inciter à se tourner vers le rugby à sept. Les effets sont une réduction du nombre d'équipes pour les Élites 1 et 2 ainsi qu'un regroupement des trois fédérales existantes jusqu'alors en une unique fédérale "Pratique à XV".
De plus, dans un souhait de pérennisation, les instance dirigeantes demandent aux clubs de présenter pour la saison 2016-2017 une équipe réserve pouvant jouer à quinze ou à sept ainsi qu'une équipe cadettes.
Cette évolution à marche forcée organisée par la FFR a été très largement critiquée dans le monde du rugby féminin, que ce soit par les joueuses ou les entraîneurs.
Car si la FFR met en avant une volonté de pérenniser la pratique sportive féminine, on remarque que le recrutement de joueuses à court terme va être contraignant pour les structures de petite taille, ou évoluant en entente. Ajouté à cela le fait que le principe d'une Fédérale unique, où une ex-fédérale 1 peut rencontrer une ex-fédérale 3, est contre-productif car beaucoup de matchs vont se conclure avec des scores fleuves et/ou avec un risque de blessures graves élevé dû à l'écart de niveau.
En signe de protestation, des pétitions ont été adressées à Pierre Camou, président de la FFR,.
Pour la première fois de l'histoire, des matchs du championnat sont diffusés à la télévision. Après l'engouement autour de la Coupe du monde féminine de rugby à XV 2014 organisée en France, trois chaînes testent la diffusion de rencontres du championnat féminin. Eurosport diffuse Perpignan - Montpellier le 11 janvier 2015 tandis que la semaine suivant dans le cadre des 24 heures du sport féminin, Canal+ retransmet Lille - Perpignan le 24 janvier 2015 et France 4 couvre Montpellier - Blagnac-Saint-Orens.
France 4 diffusent également la finale le 3 mai 2015 entre le Montpellier RC au Lille MRC villeneuvois à Bourg-en-Bresse.

## Participants
Le Montpellier RC est le tenant du titre, le AC Bobigny 93 rugby est le finaliste de l'édition précédente. Blagnac Saint-Orens Rugby Féminin, l'Ovalie caennaise, l'USAP XV Féminin et le Montpellier RC ont déjà remporté le championnat. 
| \| Saint-Orens Bobigny Caen Lille Montpellier Perpignan Rennes La Valette-du-Var \| Localisation des clubs (2014-2015) |
| Saint-Orens Bobigny Caen Lille Montpellier Perpignan Rennes La Valette-du-Var                                          |

### Phase finale

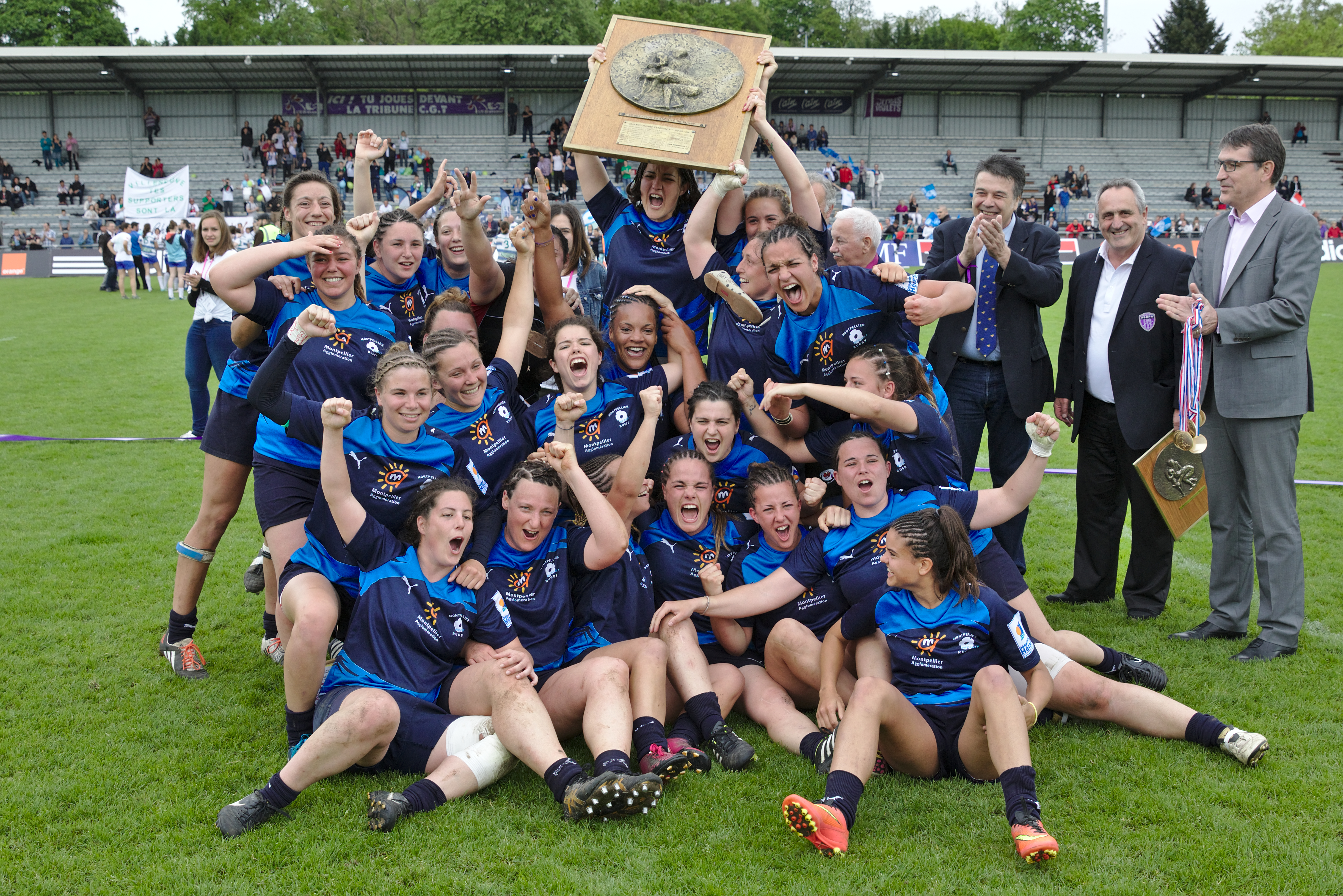
Les féminines du MHR après la finale du Top 8.